# Сан-Фернандо (провинция Пампанга)
Сан-Фернандо (капампанган: Lakanbalen ning San Fernando/Siudad ning San Fernando; тагал.: Lungsod ng San Fernando) — административный центр провинции Пампанга и одновременно региона Центральный Лусон (регион III) на Филиппинах. Город известен своими гигантскими фонарями и проходящим в декабре Фестивалем Гигантских Фонарей. Образно его называют «Рождественской столицей Филиппин».
Численность населения — 221 857 чел. (2000 год). Расположен в 67 км к северу от Манилы, в 50 км от к востоку от бухты Субик в провинции Самбалес. Город находится на перекрестке многих дорог. Название дано в правление короля Испании Фернандо VII, в честь его святого и покровителя города, Св. Фернандо, день которого празднуется 30 мая.
Основная религия — католицизм, её исповедует 85 % населения.

## История
Город Сан-Фернандо был основан в 1754 году путём слияния двух городов, Баколор и Мехико. Первая церковь была возведена в 1755 году, она была выстроена из дерева. Затем, в 1829 году, один из кварталов Сан-Фернандо был отделен и преобразован в отдельный город, Анхелес, названный так в честь Святых ангелов-хранителей (исп. Los Santos Angeles Custodios), которые считались его покровителями. Это было в период правления губернатора дона Анхеля Панталеона де Миранды.
Во второй половине XIX века предлагалось перенести центр провинции из соседнего Баколора в Сан-Фернандо, но эти предложения встречали протест представитель церкви. В 1881 году был издан указ о провозглашении Сан-Фернандо столицей Пампанги, но проект не был реализован. Окончательно город стал административным центром при американском режиме, в 1904 году. По инициативе генерал-губернатора Элохио Деспухоля и архиепископа Манилы Бернардино Носаледы в Сан-Фернандо в 1892 году была создана железнодорожная станция на линии Манила-Дагупан.
В последние годы XIX века город был ареной революционных и военных событий. Здесь проходили военные действия, направленные против испанского колониального правительства. В 1899 году состоялась битва при Сан-Фернандо. Вскоре после этого власть перешла к американцам.
В XX веке экономика провинции развивалась. В 1921 году начала работать сахарная компания PASUDECO (the Pampanga Sugar Development Company), созданная несколькими местными предпринимателями.
В 1932 году была создана Социалистическая партия Филиппин. Её основатель — Педро Абад Сантос. Этот факт повлиял на то, что в Сан-Фернандо вспыхнуло крестьянское движение.
В 1941—1945 годах город был оккупирован японскими войсками.
В 1991 году город пострадал от извержения вулкана Пинатубо, который не извергался до этого 600 лет.
Сильный ущерб причинил и тайфун Сибилла (Маменг) в 1995 году. Потребовалось восстанавливать часть построек, в частности дамбы.

## Экономика
Расположенный в центре провинции, Сан-Фернандо является важным транспортным узлом. В городе два крупных рынка, 39 банков, 48 инвестиционных учреждений, 39 муниципальных и частных школ, 7 больниц, 9 гостиниц, а также многочисленные магазины, рестораны, кафе, закусочные и прочие торговые учреждения.
Сан-Фернандо — важный центр производства риса и сахара.
Кроме крупнейшей сахарной компании ПАСУДЕКО в городе есть представительства многих других компаний разных отраслей промышленности. Главным образом здесь представлена пищевая промышленность.
Значительная роль принадлежит туризму.
Из учебных заведений в городе есть университет и ряд колледжей.

## Достопримечательности
- Архиепископский Музей и Архивы архиепископства Сан-Фернандо, расположены в здании Университета Вознесения и содержат произведения искусства, памятники местного культурного наследия. Среди них — предметы религиозного культа, например, церковные колокола, скульптура из дерева и слоновой кости, одежда священников, изделия из золота, серебра и драгоценных камней и прочие реликвии. Наиболее древние относятся к XVII веку.
- Самый крупный в мире Рождественский фонарь, сделан в 2002 году. 26,8 м в диаметре. Несколько фабрик фонарей расположены в городе, в кварталах Эль-Пилар, Сан-Хосе, Санта-Лусия и Долорес.
- Кафедральный собор и другие церкви.